# Collège Mignon
Le Collège Mignon (devenu Collège de Grandmont) est un collège médiéval de l'ancienne université de Paris. Il est situé à l'emplacement de l'actuelle rue Mignon à laquelle il a donné son nom.

## Historique

### Le collège Mignon
Le collège Mignon a été fondé en 1343 par Jean Mignon, archidiacre de Blois.  Le collège est situé rue Mignon, et n’est alors pas encore connu sous le nom de « Grandmont », mais sous celui de « Mignon », du nom de son premier fondateur.  
Le collège est établi pour douze boursiers issus de la famille Mignon. S’il incombe par la suite aux héritiers de Jean Mignon (décédé en 1348) d’assurer la mission et la pérennité du collège, ceux-ci semblent faillir à leur tâche, et la fondation s’en trouve un temps dégradée. Ceci fait l’objet d’une plainte, émise par l’Université de Paris en 1353. Robert Mignon, frère de Jean et principal exécuteur de son testament, est alors contraint par l’autorité royale d’assurer la subsistance et l’entretien des douze écoliers. L’exécution du testament de son frère l’oblige également à édifier une chapelle à destination des étudiants du collège. La protection du roi est, par la même occasion, octroyée au collège, pour assurer sa continuité.
Si Robert Mignon entreprend de mener à bien ces obligations, c’est son fils, Michel Mignon et neveu de Jean, qui initiera l’édification de la chapelle.

### Le collège de Grandmont
Le collège connaît une période de prospérité au XVIe siècle, attirant des professeurs de renom tels que Denis Lefebvre. Celui-ci établit, à destination des boursiers du collège, des classes recoupant des disciplines telles que la grammaire, la rhétorique, la dialectique, la physique, la médecine ou encore la théologie.
Le 24 avril 1584, Henri III décide de transférer la propriété du collège Mignon à François de Neuville, Abbé de Grandmont, accompagnée de 1 200 livres de rentes. Cette convention implique le transfert des religieux du prieuré des Bonshommes de Vincennes au collège Mignon. En contrepartie, le prieuré que ces mêmes religieux occupent à Vincennes est donné au roi. Lors de cet échange, les douze boursiers et le principal du collège sont renvoyés, au profit de huit religieux de l’Ordre de Grandmont, qui viennent y faire leurs études. Le collège perd alors définitivement sa dénomination de « collège Mignon » pour devenir « collège de Grandmont » (ou « collège Saint-Gilles de Grandmont »).
Le collège sera, plus tard, entièrement rebâti par le Sieur le Carpentier, architecte.
Le collège sert aux séminaristes de l’Ordre de Grandmont jusqu’en 1763, date de son union avec le collège Louis-le-Grand. L’Ordre de Grandmont disparaît lui aussi, supprimé par la Commission des réguliers.
Après avoir été occupé par Simon, l'imprimeur du parlement, il devient à la fin du XVIIIe siècle, la mairie de l'ancien XIe arrondissement de Paris occupe le bâtiment, jusqu’en 1859 avant de devenir une maison particulière.